# Severská kosmologie
Severská kosmologie, tak jak ji podávají prameny severské mytologie, rozeznává devět světů. Jejich názvy jsou zakončeny na -heimr (-heim; říše, svět) nebo -garðr (-gard; sídlo, země). Podle současných výzkumů jména všech světů původně končila na -heim (Midgard byl Mannheim, svět lidí, a Ásgard měl název Godheim, svět bohů).
Mimo Midgard („středozem“) se dá zbývajících osm světů rozdělit do protikladných dvojic:
| Svět        | Protisvět    | Kontrast                                        |
| ----------- | ------------ | ----------------------------------------------- |
| Múspellheim | Niflheim     | Oheň a horko × Led a chlad                      |
| Ásgard      | Helheim      | Nebe a hrdinská smrt × Podsvětí a obyčejná smrt |
| Vanaheim    | Jötunheim    | Tvoření × Ničení                                |
| Álfheim     | Svartálfheim | Světlo × Temnota                                |

Všechny světy spojuje Yggdrasil, strom světa, ale v pramenech ohledně jejich uspořádání panuje určitá nekonzistentnost. Na jednu stranu, tři kořeny Yggdrasilu vyrůstají u tří studní, které jsou umístěné ve třech různých světech (což naznačuje, že tyto světy jsou na stejné úrovni), ale na stranu druhou, v Mladší Eddě je Ásgard a Álfheim umístěn do nebe. Příliš jasný není také vztah mezi Helheimem a Niflheimem (Helheim, říše mrtvých, by měla ležet v podzemí a Niflheim na východě, někdy se však jako říše mrtvých označuje Niflheim nebo jeho část).
Následující diagram ukazuje jednu z možných interpretací:
- Nad zemí

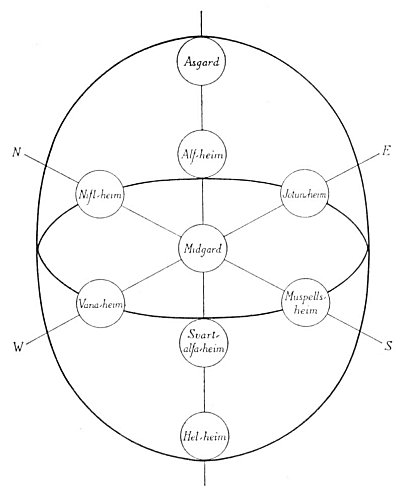
Devět světů severské mytologie.

  - Álfheim (Ljósálfheim) – země světlých álfů (elfů)
  - Ásgard – sídlo Ásů

- Střed
  - Midgard – „středozem“, svět lidí
  - Vanaheim – země Vánů (na západ od Midgardu)
  - Jötunheim – země obrů (Jötunů, na východě)
  - Múspellheim – ohnivý svět, domov ohnivých obrů
  - Niflheim – svět ledu a vody, domov prvních obrů (hrimthursar – „obři z jinovatky“)

- Pod zemí
  - Svartálfheim (Nidavellir) – sídlo trpaslíků, černých álfů (podle novějších poznatků jsou temní álfové a trpaslíci jedna a ta samá rasa)
  - Helheim – říše mrtvých, vládne zde bohyně Hel